# Râul Ardeiu
Râul Ardeiu este un curs de apă, afluent al râului Sibiel. 